# Dress (canción)
«Dress» —en españolː Vestido— es una canción de la cantante y compositora inglesa PJ Harvey, publicada en diciembre de 1991 por el sello discográfico independiente Too Pure, convirtiéndose en su sencillo debut, perteneciente a Dry, su primer álbum de estudio, apareciendo casi tres meses antes de la publicación de este último.

## Historia

### Grabación, lanzamiento y temática
«Dress» fue escrita por Harvey y Rob Ellis siendo producida por ambos junto a Mark Vernon; fue grabada durante 1991 en los Icehouse estudios en Yeovil como parte de las sesiones de Dry. Fue editado en formato de vinilo de 12" y en sencillo en CD, que además contenían los temas «Water» (también incluido en el álbum) y «Dry» (cuya versión definitiva aparecería en 1993 en el segundo trabajo discográfico de Harvey, Rid of Me). La edición especial del álbum trajo consigo una versión demo de «Dress». 
Tras su lanzamiento, recibió elogios por parte de medios especializados, siendo elegido como la canción de la semana en Melody Maker por el crítico John Peel. Sin embargo, Too Pure promocionó de manera deficiente el sencillo y los críticos mencionaron que Melody Maker tuvo más responsabilidad en el éxito del sencillo que dicho sello discográfico. Pese a las reseñas favorables, la canción no logró ingresas en ninguno de los listados musicales del Reino Unido.
Líricamente, habla sobre una mujer que intenta impresionar a un hombre con un vestido, pero con la consecuencia de que se encuentra incómoda con tal atuendo y al final de la canción el sujeto no aprecia el vestido mientras ella cae al piso, lo que le provoca vergüenza.

## Vídeos musicales
Fueron grabados dos vídeos musicales para la promoción del sencillo. El primero de ellos fue dirigido por Maria Mochnacz, amiga de Harvey, la que a futuro se encagaría de la dirección de varios clips de la artista. «Dress» fue el primer vídeo dirigido en la carrera de Mochnacz, y como ella y Harvey contaban con un presupuesto limitado, solo podían permitirse comprar y grabar en una cinta de 12 minutos. Como resultado de aquello, algunas partes del vídeo se repiten y se reproducen al revés. Registrado en blanco y negro con una cámara Bolex de 16mm en una escuela de circo de Bristol llamada "Fooltime", muestra a Harvey acostada en el suelo ataviada con un vstido mientras la plantilla de una de bailarina gigante se ensambla en stop motion a su alrededor. El otro vídeo, también grabado en blanco y negro, consiste en una presentación en vivo en San Francisco grabada el 16 de agosto de 1992.

## Lista de canciones
Sencillo en CD del Reino Unido (Too Pure, PURE CD/5)

Todas las canciones escritas y compuestas por PJ Harvey. 
| N.º | Título  | Escritor(es)         | Productor                         | Duración |  |
| 1.  | «Dress» | PJ Harvey, Rob Ellis | PJ Harvey, Rob Ellis, Mark Vernon | 3:18     |  |
| 2.  | «Water» | PJ Harvey            | PJ Harvey, Rob Ellis, Head        | 4:35     |  |
| 3.  | «Dry»   | PJ Harvey            | PJ Harvey, Rob Ellis, Head        | 3:36     |  |

Vinilo de 12" del Reino Unido (Too Pure, PURE CD/5)
| Lado A |         |          |  |
| N.º    | Título  | Duración |  |
| 1.     | «Dress» | 3:18     |  |

| Lado B |         |          |  |
| N.º    | Título  | Duración |  |
| 1.     | «Water» | 4:35     |  |
| 2.     | «Dry»   | 3:36     |  |

## Créditos
Todos los créditos se han adaptado a partir de las notas de Dry.
| Músicos - PJ Harvey - voz, guitarra, violín - Ian Olliver - bajo - Rob Ellis - batería Técnicos - PJ Harvey - producción - Rob Ellis - producción - Mark Vernon - producción - Simon Dave - masterización | Diseño - Foothold - diseño - Maria Mochnacz - fotografía |